# Ponta Atalaia
A Ponta Atalaia é uma formação geológica costeira de São Tomé e Príncipe, localizado a Este da ilha do Príncipe. Este acidente geológico localiza-se entre a Ponta Cana e a Ponta da Garça.